# Oral mukosit
Oral mukosit är en inflammation och sårbildning av munslemhinnan, ofta orsakad av cellgiftsbehandling som ges vid cancersjukdomar. Det är en potentiell inkörsport för infektioner, framför allt hos immunsupprimerade personer. Mukosit ger rodnad i slemhinnan och leder till sårbildning och ofta smärta.